# バブニヤ
バブニヤ（タミル語: வவுனியா、シンハラ語: වවුනියා、英語: Vavuniya）は、スリランカの北部州バブニヤ県の都市である。同県の県都であり、スリランカ北部のワンニ地域への入り口に位置する。ワウニヤとも
バブニヤはその立地から、26年に渡ったスリランカ内戦においては反政府組織タミル・イーラム解放のトラ (LTTE) と政府軍の戦いの最前線となり、この状態は最終的に2008年の攻勢により政府軍が北部への突破に成功するまで続いた。またタミル人過激派組織同士の衝突もあり、内戦中は他の地域とは隔絶された環境に置かれていた。